# Tomás de Berlanga
Tomás de Berlanga OP (ur. 1487 w Berlanga de Duero, zm. 1551) – hiszpański duchowny rzymskokatolicki, dominikanin, czwarty biskup Panamy.
Udał się do Peru, aby rozwiązać spór między Franciskiem Pizarrem a jego porucznikami, jaki rozgorzał po podboju Inków. Płynąc w niedalekiej odległości od brzegów, był już bliski celu żeglugi, gdy nagle wiatr ucichł. Statek biskupa podryfował unoszony silnym prądem morskim na pełny Pacyfik i 10 marca 1535 roku dotarł do wysp Galapagos. Duchowny poinformował o swoim odkryciu Karola V, króla Hiszpanii.